# 두무골층
두무골층(Dumugol Formation) 또는 두무동층(Dumudong Formation, 斗務洞層)은 고생대 조선 누층군 태백층군의 지층이다. 두무골층은 동점 규암층 위에 정합적으로 놓이며, 지층의 두께는 150-270 m이다. 삼엽충 화석에 의해 두무골층의 지질시대는 오르도비스기에 해당한다.

## 지층 이름의 유래

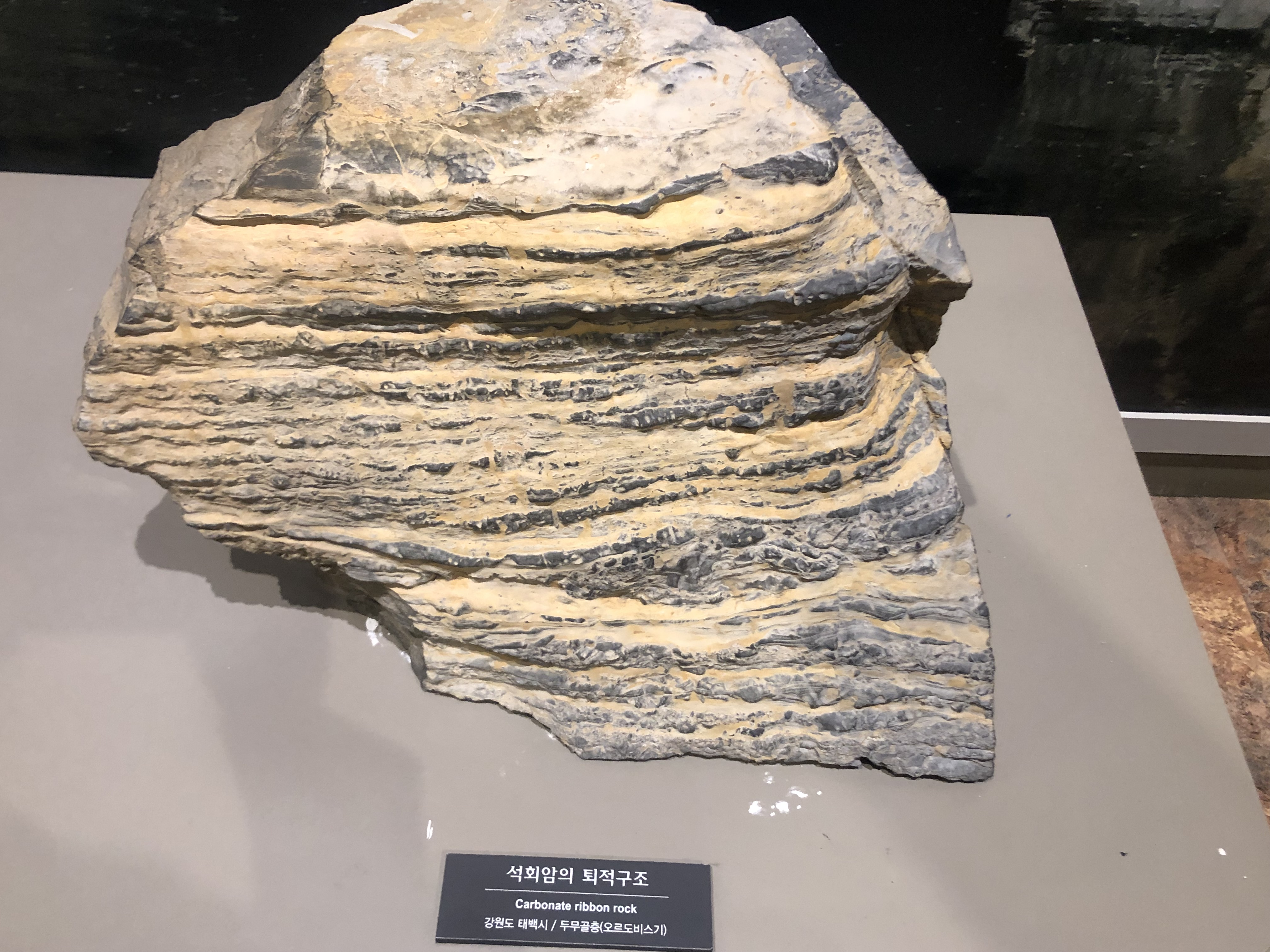
조선 누층군 두무골층 석회암의 리본 구조, 국립중앙과학관

두무골층 또는 두무동층의 이름은 두위봉 남쪽, 강원특별자치도 영월군 산솔면 직동리 계곡에 위치한 두무동(斗務洞, 洞=골/골짜기 동) 마을에서 유래되었다. 이 지역은 백운산 향사대의 남측 날개부에 해당하며 인근에 막골층과 화절층의 이름이 유래된 화절 마을과 막골 마을이 있다.

## 두무골층의 화석과 생층서대
두무골층은 삼엽충 화석에 근거하여 하부로부터 Asaphellus, Protopliomerops, Kayseraspis 3개 생층서대로 구분된다. Asaphellus, Protopliomerops 생층서대는 원래 고바야시(1934)에 의해 정립되었고 이후 김건호 외(1991)에 의해 확정되었다.
- 이하영(1975)은 삼척시와 영월군의 두무골층에서 Acodus deltatus Lindström, Acodus oneotensis Furnish, Acodus tetrahedron Lindström, Acontiodus rectus Lindström, Acontiodus iowaensis Furnish, Acontiodus nov. sp. Ethington and Clark, Distacodus rhombicus Lindström, Distacodus stolus Lindström, Drepanodus arcuatus Pander, Drepanodus bisymmetricus Viira, Drepanodus gracilis Branson and Mehl, Drepanodus homocurvatus Lindström, Distacodus parallelus Branson and Mehl, Distacodus suberectus Branson and Mehl, Oistodus inaequalis Pander, Paltodus inconstans Lindström, Paltodus variabilis Furnish, Scolopodus nogamii Lee, Scolopodus rex Lindström 20종 7속의 코노돈트 화석을 발견하였다.[2]
- 최덕근과 이용일(1988)는 태백시 동점동 구문소 지역에 분포하는 두무골층 하부 50~75 m 구간에서 3종의 완족류, 5종의 삼엽충, 1종의 극피동물, 3종의 소속불명 화석 총 12종의 무척추동물 화석을 발견하고 화석이 산출되는 구간이 Asaphellus 생층서대에 해당한다고 보았다. 삼엽충 Asaphellus tomkolensis, Asaphellus coreanicus, Micragnostus ? sp., Corrugatagnostus ? sp., 완족류 Lingulella tomkelensis, Lingulella sp., 소속불명 Serpulites ruedemanni, Anatifopsis cocanban, Plumulites sp. 등의 화석이 나타나는데 풍부하게 나타나는 Asaphellus, Lingulella 및 극피동물 화석은 오르도비스기 온난한 천해의 대륙붕에 살았던 것으로 해석되며 이 단면의 몇몇 층준은 퇴적암이 빈번한 폭풍의 영향 하에서 퇴적되었음을 지시한다.[3]
- 최덕근과 김건호(1989)는 태백시 동점동 지역에 분포하는 두무골층의 Asaphellus 생층서대에서 소속 불명 화석인 Plumulites gumunsoensis sp. nov. 및 Anatifopsis cocaban (Kobayashi, 1960) 을 발견 기재하였다.[4]
- 김건호 외(1991)는 강원특별자치도 태백시 동점동 지역 구문소 부근에 분포하는 두무골층에서 완족동물, 삼엽충, 극피동물 등의 무척추동물 화석을 채취하였다. 이중 삼엽충 화석을 근거로 하여 두무골층을 하위로부터 Asaphellus, Protopliomerops, Kayseraspis 생층서대로 구분하였다. Asaphellus, Protopliomerops 생층서대는 후기 트레마독절(Tremadocian)에, Kayseraspis 생층서대는 아레니지안(Arenigian 또는 플로절(Floian))에 해당한다.[5]
  - 두무골층 하부 75m 구간의 Asaphellus 생층서대에서는 Asaphellus coreanicus, Asaphellus tomkolensis, Hystricurus sp.가 산출되었다. 이 부분은 석회이암, 점토질(argillaceous) 석회이암, 평력역암으로 구성되며 14개 층준에서 무척추동물의 화석이 발견되었다. Asaphellus은 범세계적인 종으로 북중국, 호주, 미국 등 여러 나라에서 보고되었다.
  - 두무골층 75~97 m 구간의 Protopliomerops 생층서대에서는 Apatokephalus? sp. 그리고 Hystricurus sp.가 산출되었다.
  - 두무골층 97~120m 구간의 Kayseraspis 생층서대에서는 Kayseraspis laticuada와 Asaphopsis nakamurai가 산출되었다. 이 부분은 석회이암, 점토질(argillaceous) 석회이암 등으로 구성된다.
- 서광수 외(1994)는 백운산 향사대 지역의 두무골층에서 산출된 7,813개체의 코노돈트 화석 Distacodus dumugolensis, Parapanderodus acontiformis, Scolopodus longibasis, Scolopodus n. sp. A, Triangulodus dumugolensis, Oistodus(?) sp.에 근거하여 밑에서부터 Chosonodina herfurthi-Rossodus manitouensis, Glyptoconus quadraplicatus, Paracordylodus gracilis, Triangulodus dumugol 코노돈트 생층서대를 설정하였다.[6]
- 서광수(1997)는 단양군 일대에 분포하는 소위 '고성 석회암'을 화절층, 두무골층, 직운산층, 두위봉층으로 재설정하고 이 '고성 석회암' 중부의 청회색 내지 담회색 석회암층이 두무골층의 4개 생층서대에서 나온 코노돈트 화석군과 유사하여 이를 두무골층에 대비하였다.[7]
- 서광수와 이병수(2010)의 연구 결과 석개재 지역 두무골층의 20개의 암석 표품에서 총 171개체의 코노돈트 화석 Acodus deltatus, Cornuodus longibasis, Drepanodus arcuatus, Drepanoistodus basiovalis, Drepanoistodus inaequalis, Distacodus dumugolensis, Oistodus linguatus, Utahconus beimadaoensis, Oistodus muticorrugatus, Scanodus rectus, Scanodus furnishi, Scolopodus rex huolizhaiensis, Paltodus quinquecostatus, Scolopodus quadrangulatus, Paltodus detifer, Scolopodus flexilis, Teridontus nakamurai, Triangulodus dumugolensis, Variabiloconus bassleri, Walliserodus ethingtoni이 산출되었으며 이에 근거하여 상부에 Triangulodus dumugolensis 생층서대가 설정되었다. 이는 유럽 지역의 중기 Arenigian에, 북미 지역의 Canadian에 대비되며 지질시대는 전기 오르도비스기에 해당한다.[8]

## 지역별 암상
태백산지구 지하자원 보고서(1962)에 의하면 지역에 따라 암상(巖相)이 달라져 주로 셰일로 구성된 곳, 석회암으로 구성된 곳, 셰일과 석회암의 호층(互層)으로 되어 있는 곳으로 구분할 수 있다. 막동 석회암층에 의해 정합으로 덮이는 본 지층의 두께는 100~330 m이나 곳에 따라 600 m 이상에 달하는 곳도 있다.
두무골층은 회색 또는 녹회색의 석회암 내지 돌로마이트 그리고 이회암 내지 셰일층의 교호로 특징 지어지나 지역에 따라 구성 암석에 차이가 있다. 두무골층의 하부는 주로 세립질 사암과 실트암으로 이루어지지만 상위로 가면서 리본암과 평력석회암이 빈번하게 협재한다. 중부는 이회암과 셰일 그리고 이들과 교호하는 리본암과 평력석회암으로 이루어지며, 상부는 두꺼운 석회질 셰일과 얇은 두께의 리본암과 이회암-셰일이 교호한다. 권이균(2005)에 의하면 두무골층은 셰일 및 석회암이 우세한 층준의 교호로 특징 지어지는 미터 규모의 윤회층(cycle)으로 구성되며 셰일이 우세한 하부층원, 셰일과 석회암이 교호하는 중부 및 상부층원 3개 층원으로 구분된다.

### 정선군
정선군의 두무골층은 주로 녹회색 셰일 및 점판암, 담회색 석회암으로 이루어진 리본암으로 구성되어 있다. 화암면의 인접한 광구의 조사 자료를 살펴보면, 두무동층은 하부에서 상부로 가면서 셰일의 협재 빈도 및 두께가 감소한다고 보고되었다.
정선군 남면 지역에서 두무골층은 동점 규암층 위에 정합으로 놓이며 예미 24호 광구에서는 대상으로, 예미 45호에서는 습곡 구조로 반복되어 넓게 분포한다. 이 층은 주로 녹회색-녹황색 셰알, 황녹색-담회색 석회암, 암회색 판상 석회암 등으로 구성되는데 대체로 하부에는 황녹색 셰일이 우세하고 상부로 감에 따라 담회색-황녹색 석회암이 점차 우세해진다. 이 지층의 최하부에는 암회색의 괴상 또는 판상 석회암이 8~10 m 두께로 발달되어 층서 구분의 건층(key bed)이 되기도 한다. 하부의 셰일이 우세한 구간에서는 평력암(flat pebble conglomerate)이 1~2 m 폭으로 협재되기도 한다.

### 삼척탄전 (삼척시, 태백시)
- 정창희(1969)는 삼척탄전 지역에서 두무골층을 하부 동점 규암과 상부 두무골 석회암으로 구분하였는데 하부는 나중에 동점 규암층으로 분리되었다. 상부 두무골 석회암은 하부는 석회암 교호대로, 상부는 두께 200 m의 회색 괴상(塊狀)석회암으로 구성된다.[14]
- 삼척-고사리 지질도폭(1994)에 의하면 삼척시 미로면과 도계읍 일부 지역에만 작게 분포한다. 도계읍 상덕리 부근에서 조사된 바에 따르면 주로 석회질셰일과 니질(泥質)석회암의 호층으로 되어 있어 규암을 주로 하는 동점 규암층과는 비교적 명료한 경계를 갖는다. 본 층의 하부는 충식(蟲蝕) 석회암과 담녹색 내지 황갈색의 셰일의 호층으로 되어 있으며 층리가 매우 발달되어 있다. 상부로 감에 따라 셰일은 적어져 석회암이 우세하게 나타난다. 상부에는 층리가 빈약한 회색의 석회질 이암으로 된 부분이 있는데 이곳에서는 얇은 층의 석회역암을 협재한다. 두께는 최대 150 m 내외로 측정된다.[15]
- 장성 지질도폭(1967)에 의하면 동점 규암층 위에 정합으로 놓이며 충식(蟲蝕) 석회암, 녹회색 사질 셰일, 이회암 및 백색 괴상(塊狀) 석회암으로 구성되며 대체로 층리가 잘 발달된다. 지층의 두께는 200 m 정도이다.[16]
- 이용일과 최덕근(1987)은 태백시 동점역 부근 단면에서 두무골층을 실트-점토질석회암, 평력역암, 생쇄설 입자암-팩스톤, 석회이암, 점토질석회이암, 탄산염암, 단괴(nodular)석회암, 셰일 8개 암상으로 구별하고 앞의 5개 암삳은 폭풍의 영향을 받아 퇴적되었으며 점토질석회암과 셰일은 정상적인 해양 상태에서 퇴적된 것으로 해석하였다.[17]
- 영월군 중동면 직동리 375-5의 하천 및 산사면 두무동층 노두에는 1 cm 내외의 담회색 석회암층과 비슷한 두께의 암회색 석회질이암층의 호층이 드러나 있으며 층간 습곡과 단층 등의 구조가 발달한다. 이 노두는 캄브리아기 대석회암층군의 막동 석회암층이 명명된 표준단면(type section)의 일부에 해당한다.[18]

### 석개재와 너뱅이동굴
석개재 지역의 두무골층은 임도를 따라 남동 방향으로 드러나 있다. 이 지역에서 두무동층의 두께는 200 m이며, 암상(巖相)은 셰일과 탄산염암이 각각 우위를 점한 부분이 반복적으로 순환하여 나타난다고 보고되었다. 이 층은 하부의 동점 규암층과의 경계로부터 상부로 약 73 m 까지는 풍화로 인해 지층의 노두가 불량하다. 지층의 구성 암석에 따라 3개 층원으로 구분되는데, 하부층원은 하부 73 m 까지로 셰일이 우세하며, 두께 60 m의 중부층원은 탄산염암이 우세한 암상과 셰일이 우세한 암상이 순환적으로 교호(交互)하며, 두께 70 m의 상부층원은 탄산염암이 우세하다. 삼엽충의 화석은 하부층원에서 Dikelokephalina와 Apatokephalus가 풍부하게 산출되며, 상부 층원에서 Kayseraspis와 Asaphopsoides가 산출됨이 보고되었다.
너뱅이동굴은 봉화군 석포면 석포리 산 1-189 석개재 지역의 두무골층 중부층원 내 수 m 규모의 두꺼운 셰일 지층 사이에 위치한 석회암에 발달한 동굴이다. 전체 연장 335 m의 너뱅이동굴은 9 m 두께의 석회암 지층을 따라 북북서 방향으로 발달하고 통로가 30~50°로 가파르게 기울어 있으며 통로의 폭은 0.5~8.0 m, 높이는 1~12 m이다. 너뱅이동굴의 입구는 약 10 cm의 변위를 가지는 역단층면을 따라 발달하는데 상반은 습곡이 발달하고 하반 층리의 주향과 경사는 북동 62° 및 북서 33°이며 동굴 내 두무골층의 지층도 이와 거의 비슷한 주향과 경사를 가진다.
석개재 단면의 두무골층 (먼저 나오는 사진이 상위 지층)
- 북위 37° 04′ 45.2″ 동경 129° 08′ 32.9″ / 북위 37.079222°  동경 129.142472°
- 북위 37° 04′ 44.9″ 동경 129° 08′ 32.9″ / 북위 37.079139°  동경 129.142472°
- 북위 37° 04′ 32.1″ 동경 129° 08′ 27.8″ / 북위 37.075583°  동경 129.141056°

### 영월군
옥동 지질도폭(1966)에 의하면 석회암과 암회색 셰일이 호층을 이루며 동점 규암층을 정합으로 덮고 막동 석회암층에 의해 정합으로 덮인다. 본 층 하위에는 흑색 사질암이 협재되는데 이는 탄질 내지 석회질 알코스사암이라 할 수 있다. 지층의 두께는 220 m 로 타 지역에 비해 상당히 두꺼운 편으로서 두께가 큰 것은 본 지층 내의 등사(等斜) 습곡 구조에 의한 것으로 믿어진다.
영월군 김삿갓면 대야리 266-1 (N 37°07'39.36", E 128°33'26.25")에는 국지도 제88호선 동쪽 산지에 두무동층이 500 m에 걸쳐 드러나 있으며 산사면에는 대규모의 밀착 내지 등사 습곡 구조가 발달해 있다. 이 지역의 두무동층은 주로 괴상의 암회색 석회암과 담색의 돌로마이트로 구성되며 하부에는 석회암층이 우세하고 상부로 갈수록 나타나는 돌로마이트가 석회암과 교호한다. 습곡축은 북동의 선주향을 나타낸다.

### 단양군

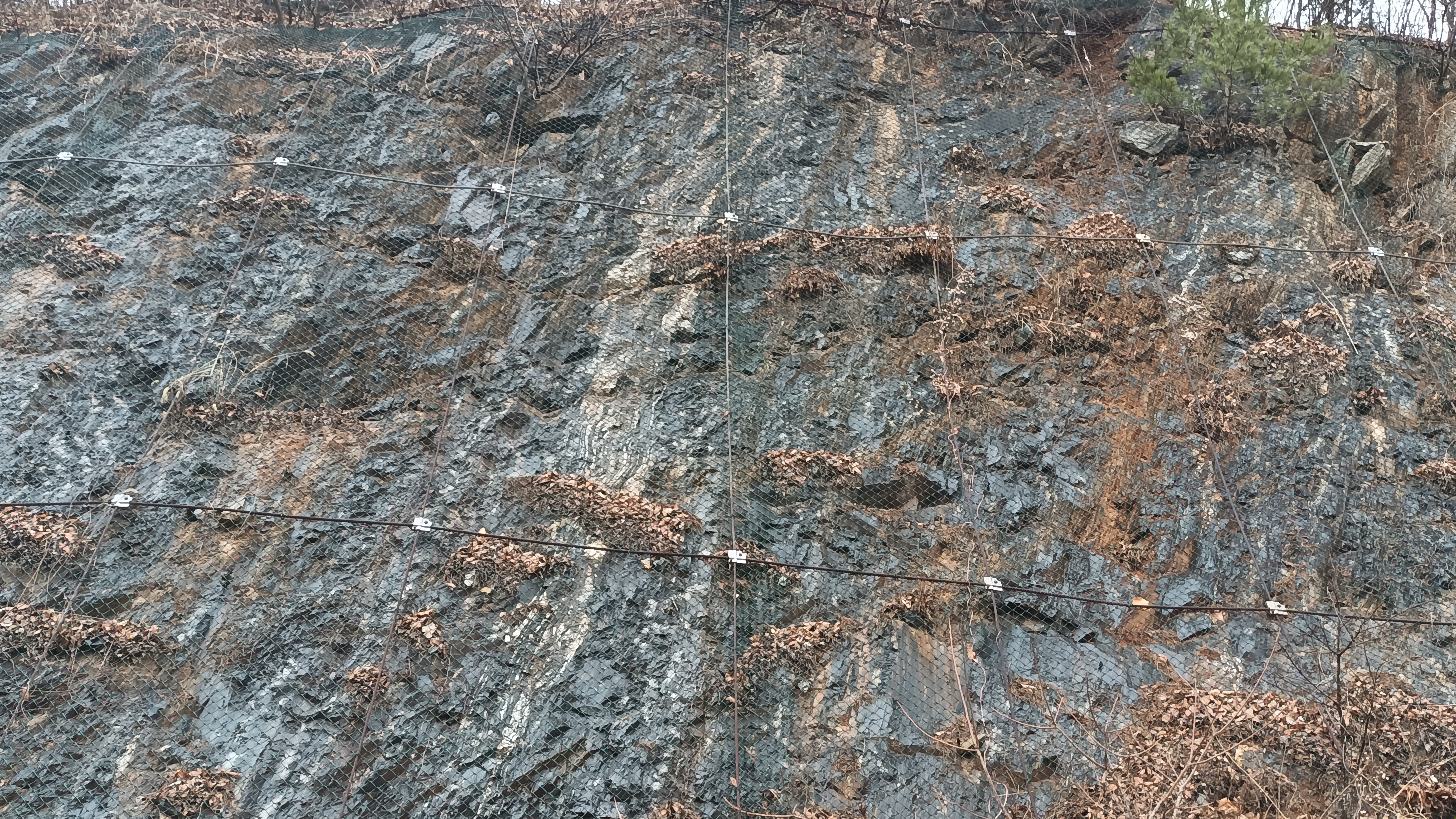
단양읍 장현리 노동장현로 도로변의 두무골층

단양 지질도폭(1967)에 의하면 하부의 천동리층과 정합적인 관계를 가지며 본 층을 구성하는 암석은 하부의 천동리층의 충식 석회암과 셰일과 유사하나 규암층을 협재하지 않는 것이 다르다. 따라서 암상(巖相)으로 보아 천동리층과 함께 취급될 수도 있겠으나 조선 누층군을 퇴적시킨 옥천 지향사가 천동리층의 퇴적 최후기에는 융기의 최정점에 달하였으며 두무동층을 퇴적시킬 시기에 즈음하여 다시 침강을 하기 시작하였음을 의미하는 것으로서 양 지층을 구분하는데 의의가 있다. 두께는 30 내지 70 m이다.
단양군 단성면 북상리, 죽령천의 북상교 일대(36°55'27.67"N, 128°20'34.84"E)에는 위 사진과 같이 두무골층의 석회암과 쇄설성 이질암이 교호하며 단괴상(nodular) 석회암과 연성 습곡이 발달한다.

## 같이 보기
- 한국의 지질
- 조선 누층군
- 동점층 (동점 규암층)
- 막골층 (막동 석회암층)